# 400 mètres masculin aux championnats du monde d'athlétisme 2022
Pour des articles plus généraux, voir Championnats du monde d'athlétisme 2022 et 400 mètres aux championnats du monde d'athlétisme.
Navigation
Doha 2019 Budapest 2023
L'épreuve du 400 mètres masculin des championnats du monde de 2022 se déroule les 17, 20 et 22 juillet 2022 au sein du stade Hayward Field à Eugene, aux États-Unis.

## Mimimas de qualification
Le minima de qualification est fixé à 44 s 90, la période de qualification est comprise entre le 27 juin 2021 et le 26 juin 2022.

## Résultats

### Finale
| Rang               | Athlète              | Pays           | Temps   | Notes |
| ------------------ | -------------------- | -------------- | ------- | ----- |
| Médaille d'or      | Michael Norman       | États-Unis     | 44 s 29 |       |
| Médaille d'argent  | Kirani James         | Grenade        | 44 s 48 |       |
| Médaille de bronze | Matthew Hudson-Smith | Royaume-Uni    | 44 s 66 |       |
| 4                  | Champion Allison     | États-Unis     | 44 s 77 |       |
| 5                  | Wayde van Niekerk    | Afrique du Sud | 44 s 97 |       |
| 6                  | Bayapo Ndori         | Botswana       | 45 s 29 |       |
| 7                  | Christopher Taylor   | Jamaïque       | 45 s 30 |       |
| 8                  | Jonathan Jones       | Barbade        | 46 s 13 |       |

### Demi-finales
Les 2 premiers de chaque demi-finale (Q) et le 2 meilleurs temps (q) se qualifient pour la finale.
| Rang | Série | Athlète               | Pays                   | Temps | Notes |
| ---- | ----- | --------------------- | ---------------------- | ----- | ----- |
| 1    | 1     | Michael Norman        | États-Unis             | 44.30 | Q     |
| 2    | 1     | Matthew Hudson-Smith  | Royaume-Uni            | 44.38 | Q     |
| 3    | 3     | Champion Allison      | États-Unis             | 44.71 | Q     |
| 4    | 2     | Kirani James          | Grenade                | 44.74 | Q     |
| 5    | 3     | Wayde van Niekerk     | Afrique du Sud         | 44.75 | Q     |
| 6    | 3     | Jonathan Jones        | Barbade                | 44.78 | q     |
| 7    | 2     | Bayapo Ndori          | Botswana               | 44.94 | Q     |
| 8    | 1     | Christopher Taylor    | Jamaïque               | 44.97 | q, SB |
| 9    | 2     | Muzala Samukonga      | Zambie                 | 45.02 | PB    |
| 10   | 3     | Alex Haydock-Wilson   | Royaume-Uni            | 45.08 | PB    |
| 11   | 1     | Zakithi Nene          | Afrique du Sud         | 45.24 |       |
| 12   | 3     | Kévin Borlée          | Belgique               | 45.26 |       |
| 13   | 2     | Michael Cherry        | États-Unis             | 45.28 |       |
| 14   | 1     | Dylan Borlée          | Belgique               | 45.41 |       |
| 15   | 3     | Liemarvin Bonevacia   | Pays-Bas               | 45.50 |       |
| 16   | 3     | Mikhail Litvin        | Kazakhstan             | 45.63 | PB    |
| 17   | 2     | Fuga Sato             | Japon                  | 45.71 |       |
| 18   | 1     | Julian Walsh          | Japon                  | 45.75 |       |
| 19   | 2     | Alexander Doom        | Belgique               | 45.80 |       |
| 20   | 2     | Christopher O'Donnell | Irlande                | 46.01 |       |
| 21   | 3     | Isaac Makwala         | Botswana               | 46.04 |       |
| 22   | 1     | Lidio Andrés Feliz    | République dominicaine | 46.19 |       |
| 23   | 1     | Alexander Beck        | Australie              | 46.21 |       |
|      | 2     | Nathon Allen          | Jamaïque               |       | DNF   |

### Séries
Les 3 premiers de chaque série (Q) et les 6 meilleurs temps (q) se qualifient pour les demi-finales
| Rang | Série | Athlète               | Pays                   | Temps | Notes |
| ---- | ----- | --------------------- | ---------------------- | ----- | ----- |
| 1    | 5     | Bayapo Ndori          | Botswana               | 44.87 | Q, PB |
| 2    | 1     | Wayde van Niekerk     | Afrique du Sud         | 45.18 | Q     |
| 3    | 5     | Kirani James          | Grenade                | 45.29 | Q     |
| 4    | 2     | Michael Norman        | États-Unis             | 45.37 | Q     |
| 5    | 1     | Jonathan Jones        | Barbade                | 45.46 | Q     |
| 6    | 6     | Matthew Hudson-Smith  | Royaume-Uni            | 45.49 | Q     |
| 7    | 4     | Champion Allison      | États-Unis             | 45.56 | Q     |
| 8    | 5     | Nathon Allen          | Jamaïque               | 45.61 | Q     |
| 9    | 1     | Alex Haydock-Wilson   | Royaume-Uni            | 45.62 | Q, SB |
| 10   | 2     | Christopher Taylor    | Jamaïque               | 45.68 | Q     |
| 11   | 2     | Zakithi Nene          | Afrique du Sud         | 45.69 | Q     |
| 12   | 4     | Dylan Borlée          | Belgique               | 45.70 | Q     |
| 13   | 2     | Kévin Borlée          | Belgique               | 45.72 | q     |
| 14   | 3     | Michael Cherry        | États-Unis             | 45.81 | Q     |
| 15   | 3     | Muzala Samukonga      | Zambie                 | 45.82 | Q     |
| 16   | 6     | Liemarvin Bonevacia   | Pays-Bas               | 45.82 | Q     |
| 17   | 6     | Lidio Andrés Feliz    | République dominicaine | 45.87 | Q     |
| 18   | 5     | Fuga Sato             | Japon                  | 45.88 | q     |
| 19   | 1     | Julian Walsh          | Japon                  | 45.90 | q     |
| 20   | 4     | Isaac Makwala         | Botswana               | 45.93 | Q     |
| 21   | 5     | Alexander Beck        | Australie              | 45.99 | q     |
| 22   | 4     | Mikhail Litvin        | Kazakhstan             | 46.00 | q, SB |
| 23   | 6     | Christopher O'Donnell | Irlande                | 46.01 | q     |
| 24   | 1     | Patrik Šorm           | Tchéquie               | 46.07 |       |
| 25   | 3     | Alexander Doom        | Belgique               | 46.18 | Q     |
| 26   | 2     | Benjamin Lobo Vedel   | Danemark               | 46.27 |       |
| 27   | 6     | Kaito Kawabata        | Japon                  | 46.34 |       |
| 28   | 3     | Jevaughn Powell       | Jamaïque               | 46.42 |       |
| 29   | 5     | Edoardo Scotti        | Italie                 | 46.46 |       |
| 30   | 2     | Luis Avilés           | Mexique                | 46.47 |       |
| 31   | 4     | Davide Re             | Italie                 | 46.49 |       |
| 32   | 2     | Kajetan Duszyński     | Pologne                | 46.57 |       |
| 33   | 4     | Dwight St. Hillaire   | Trinité-et-Tobago      | 46.60 |       |
| 34   | 3     | Ricky Petrucciani     | Suisse                 | 46.60 |       |
| 35   | 4     | Boško Kijanović       | Serbie                 | 46.85 |       |
| 36   | 1     | Steven Solomon        | Australie              | 46.87 |       |
| 37   | 3     | Anthony Pesela        | Botswana               | 47.36 |       |
| 38   | 6     | Lucas Carvalho        | Brésil                 | 47.53 |       |
| 39   | 5     | Dexter Mayorga        | Nicaragua              | 48.40 |       |
| 40   | 6     | Aiden Hazzard         | Anguilla               | 51.44 | SB    |
| 41   | 3     | Obediah Timbaci       | Vanuatu                | 53.32 |       |

## Légende
Records et Performances
- AR : Record continental (area record)
- CR : Record des championnats (championship record)
- MR : Record du meeting (meet record)
- NR : Record national (national record)
- OR : Record olympique (olympic record)
- PR : Record paralympique (paralympic record)
- PB : Record personnel (personal best)
- SB : Meilleure performance personnelle de la saison (season's best)
- WL : Meilleure performance mondiale de l'année (world leader)
- WJR : Record du monde junior (world junior record)
- WR : Record du monde (world record)

Circonstances et Conditions
- DNF : N'a pas terminé (did not finish)
- DNS : N'a pas pris le départ (did not start)
- DQ : Disqualification (disqualification)
- NM : Aucun essai valable enregistré (No Mark)
- Q : Qualifié « directement » au prochain tour (ou à la prochaine compétition), lors d'une compétition majeure, grâce au classement ou à la réalisation des minima (automatic qualifier)
- q : Qualifié au prochain tour (ou à la prochaine compétition), lors d'une compétition majeure, grâce au repêchage ou à la réalisation de l'une des meilleures performances parmi celles des « non qualifiés directement » (grâce au meilleur temps ou à la meilleure distance par exemple) (secondary qualifier)